# Rural Hill (Tennessee)
Rural Hill es un lugar designado por el censo ubicado en el condado de Wilson en el estado estadounidense de Tennessee. En el Censo de 2010 tenía una población de 2007 habitantes y una densidad poblacional de 201,69 personas por km².

## Geografía
Rural Hill se encuentra ubicado en las coordenadas 36°7′7″N 86°30′54″O / 36.11861, -86.51500. Según la Oficina del Censo de los Estados Unidos, Rural Hill tiene una superficie total de 9.95 km², de la cual 9.91 km² corresponden a tierra firme y (0.39%) 0.04 km² es agua.

## Demografía
Según el censo de 2010, había 2007 personas residiendo en Rural Hill. La densidad de población era de 201,69 hab./km². De los 2007 habitantes, Rural Hill estaba compuesto por el 94.97% blancos, el 1.59% eran afroamericanos, el 0.6% eran amerindios, el 1.05% eran asiáticos, el 0.05% eran isleños del Pacífico, el 0.05% eran de otras razas y el 1.69% pertenecían a dos o más razas. Del total de la población el 1.79% eran hispanos o latinos de cualquier raza.